# شهرستان گیلکریست (فلوریدا)
شهرستان گیلکریست، فلوریدا (به انگلیسی: Gilchrist County, Florida) یک سکونتگاه مسکونی در ایالات متحده آمریکا است که در فلوریدا واقع شده‌است.

## خصوصیات
شهرستان گیلکریست ۹۱۹٫۴۵ کیلومترمربع مساحت دارد.